# Ponte da Lezíria
A Ponte da Lezíria é uma ponte portuguesa sobre o rio Tejo e o rio Sorraia. Sobre ela passa a A10 (Bucelas - Benavente), ligando o Carregado, Município de Alenquer, na margem norte do rio Tejo, a Benavente, na margem sul, numa extensão de cerca de 12 km. Esta extensão torna-a a nona ponte mais extensa do mundo e a terceira da Europa depois da Ponte Vasco da Gama, em Lisboa, e da Ponte da Crimeia (inaugurada em 2018).

## Localização
A Ponte da Lezíria situa-se na zona envolvente à Área Metropolitana de Lisboa, permitindo a quem venha do norte em direção a sul não tenha que passar obrigatoriamente por Lisboa.

## Características
A Ponte da Lezíria tem um perfil de 2x3 vias, e é concessionada em regime de portagem, tendo esta o valor de 1,25 €. Nesta ponte é também usado o sistema de cobrança Via verde, em que os portadores do sistema não terão de entrar por vias canalizadas, e em vez disso, passam por baixo de três pórticos, sendo assim o pagamento cobrado.

## Inauguração
A inauguração foi a 8 de Julho de 2007 com a presença do primeiro-ministro José Sócrates, seguindo-se um arraial popular com José Cid e The Gift.

## Construção
A Ponte da Lezíria foi construída pelo empreendimento empresário TACE. Este era constituído pelas empresas portuguesas MSF - Moniz da Maia, Serra e Fortunatos - Empreiteiros, SA; Bento Pedroso Construções, SA; Construtora do Tâmega, SA; Lena Construções, SA; Novopca, SA; e Zagope, SA.
A construção da Ponte da Lezíria, com um custo de cerca de 220 milhões de euros, foi realizada em 23 meses, tendo sido utilizados 400.000 m3 de betão, 45.000 toneladas de aço, 3000 toneladas de pré-esforço e 52.300 milhares de estacas. Foram também necessárias à construção da Ponte, mais de 7 milhões de horas de trabalho, sendo considerada portanto, como a maior obra pública da década de 2000.